# I Can Hear Music
I Can Hear Music è una canzone scritta da Jeff Barry, Ellie Greenwich e Phil Spector.
Il brano venne suonato inizialmente dalle Ronettes nel 1966 e, in seguito, fu oggetto di cover da parte dei The Beach Boys nel 1969 (inserita nell'album 20/20), di Larry Lurex (pseudonimo di Freddie Mercury) nel 1973, di José Hoebee nel 1983 e di She & Him nel 2010.